# Nagel-Séez-Mesnil
Nagel-Séez-Mesnil és un municipi francès situat al departament de l'Eure i a la regió de Normandia. L'any 2007 tenia 329 habitants.

## Demografia

### Població
El 2007 la població de fet de Nagel-Séez-Mesnil era de 329 persones. Hi havia 132 famílies de les quals 24 eren unipersonals (12 homes vivint sols i 12 dones vivint soles), 44 parelles sense fills, 52 parelles amb fills i 12 famílies monoparentals amb fills.
La població ha evolucionat segons el següent gràfic:
Habitants censats

### Habitatges
El 2007 hi havia 149 habitatges, 130 eren l'habitatge principal de la família, 11 eren segones residències i 8 estaven desocupats. 148 eren cases i 1 era un apartament. Dels 130 habitatges principals, 109 estaven ocupats pels seus propietaris, 18 estaven llogats i ocupats pels llogaters i 4 estaven cedits a títol gratuït; 3 tenien dues cambres, 20 en tenien tres, 34 en tenien quatre i 74 en tenien cinc o més. 96 habitatges disposaven pel capbaix d'una plaça de pàrquing. A 49 habitatges hi havia un automòbil i a 75 n'hi havia dos o més.

### Piràmide de població
La piràmide de població per edats i sexe el 2009 era:
| Homes | Edats   | Dones |
| ----- | ------- | ----- |
| 0     | 95 o +  | 0     |
| 0     | 90 a 94 | 0     |
| 0     | 85 a 89 | 0     |
| 0     | 80 a 84 | 4     |
| 4     | 75 a 79 | 0     |
| 8     | 70 a 74 | 4     |
| 8     | 65 a 69 | 12    |
| 8     | 60 a 64 | 4     |
| 8     | 55 a 59 | 8     |
| 12    | 50 a 54 | 8     |
| 12    | 45 a 49 | 20    |
| 28    | 40 a 44 | 8     |
| 4     | 35 a 39 | 20    |
| 20    | 30 a 34 | 12    |
| 0     | 25 a 29 | 4     |
| 4     | 20 a 24 | 4     |
| 12    | 15 a 19 | 20    |
| 20    | 10 a 14 | 8     |
| 12    | 5 a 9   | 12    |
| 4     | 0 a 4   | 4     |

## Economia
El 2007 la població en edat de treballar era de 224 persones, 186 eren actives i 38 eren inactives. De les 186 persones actives 170 estaven ocupades (106 homes i 64 dones) i 16 estaven aturades (3 homes i 13 dones). De les 38 persones inactives 8 estaven jubilades, 20 estaven estudiant i 10 estaven classificades com a «altres inactius».

### Ingressos
El 2009 a Nagel-Séez-Mesnil hi havia 135 unitats fiscals que integraven 353,5 persones, la mediana anual d'ingressos fiscals per persona era de 19.080 €.

### Activitats econòmiques
Dels 14 establiments que hi havia el 2007, 2 eren d'empreses de fabricació d'altres productes industrials, 5 d'empreses de construcció, 2 d'empreses de comerç i reparació d'automòbils, 2 d'empreses de transport i 3 d'empreses de serveis.
Dels 5 establiments de servei als particulars que hi havia el 2009, 1 era un paleta, 1 guixaire pintor i 3 lampisteries.
L'any 2000 a Nagel-Séez-Mesnil hi havia 6 explotacions agrícoles.

## Equipaments sanitaris i escolars
El 2009 hi havia una escola elemental integrada dins d'un grup escolar amb les comunes properes formant una escola dispersa.

## Poblacions més properes
El següent diagrama mostra les poblacions més properes.